# Vz. 58
Súng trường tiến công vz. 58 (Mẫu 58) là một loại súng được thiết kế và chế tạo tại Tiệp Khắc (nay là Cộng hòa Séc và Slovakia) và được đưa vào sử dụng vào cuối những năm 1950 với cái tên 7,62 mm samopal vzor 58 ("Súng tiểu liên 7,62 mm mẫu 1958"), nhằm thay thế súng trường vz. 26 dùng đạn 7.92×57 và súng tiểu liên PPSh-41 dùng đạn 7.62×25mm Tokarev.
Mặc dù bề ngoài vz. 58 khá giống AK-47 của Liên Xô nhưng cấu tạo của nó khác hẳn với khẩu súng AK-47, vz. 58 hoạt động trên cơ cấu trích khí ngắn (tương tự súng SKS) còn AK-47 sử dụng trích khí dài. vz. 58 dùng khóa nòng lùi và thoi móc đạn xoay.

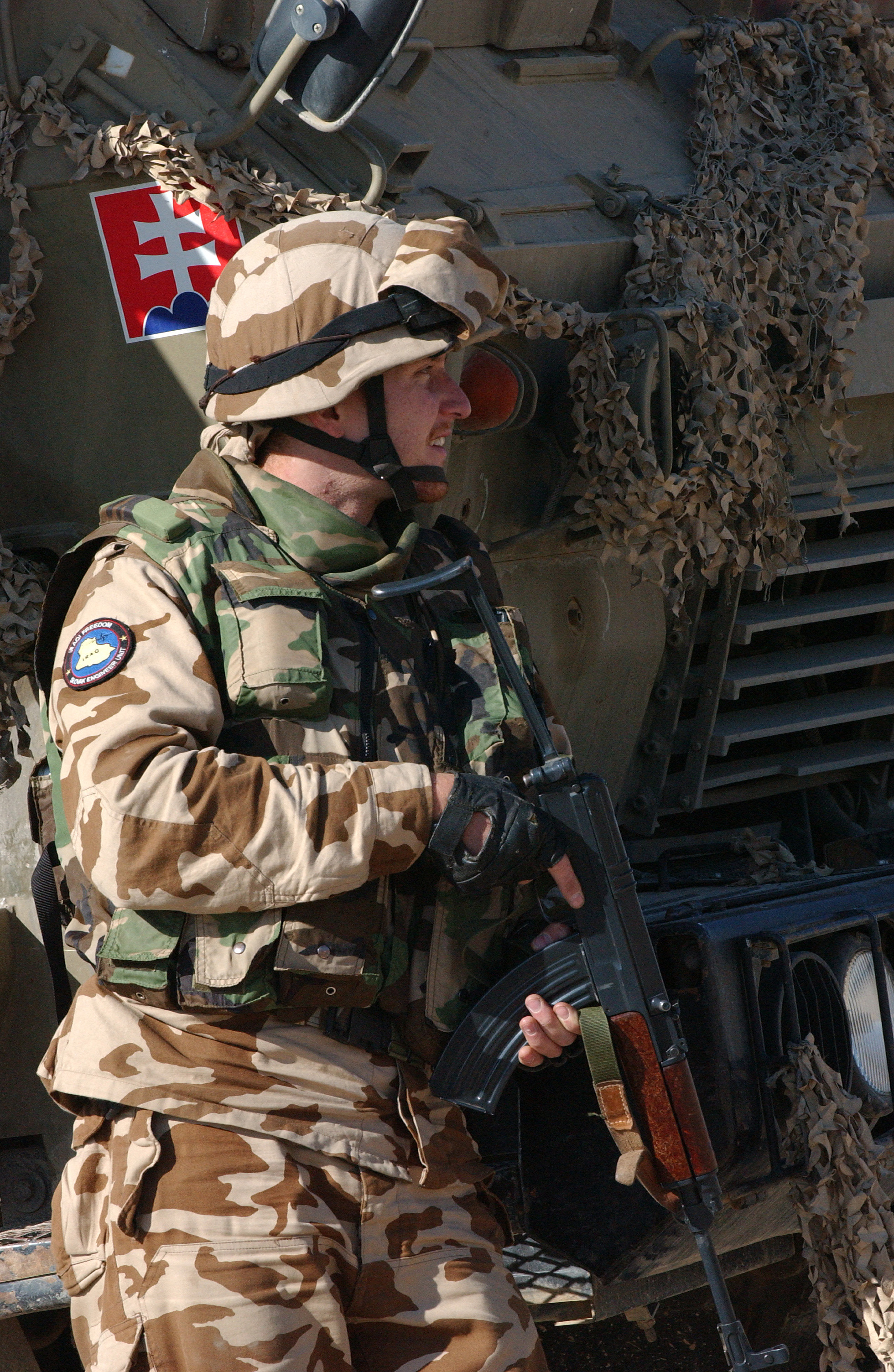
1 binh sĩ công binh của Slovakia với Vz.58 ở Diwaniyah, Iraq, 2006.

## Biến thể

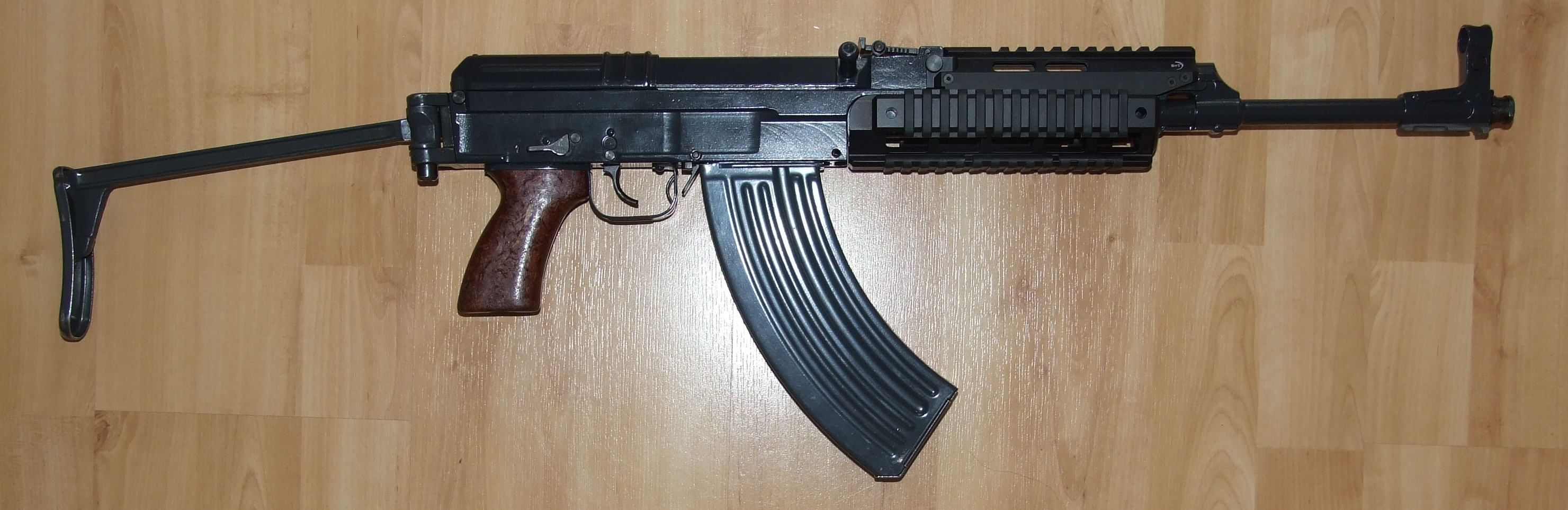
vz. 58 V với báng gấp.

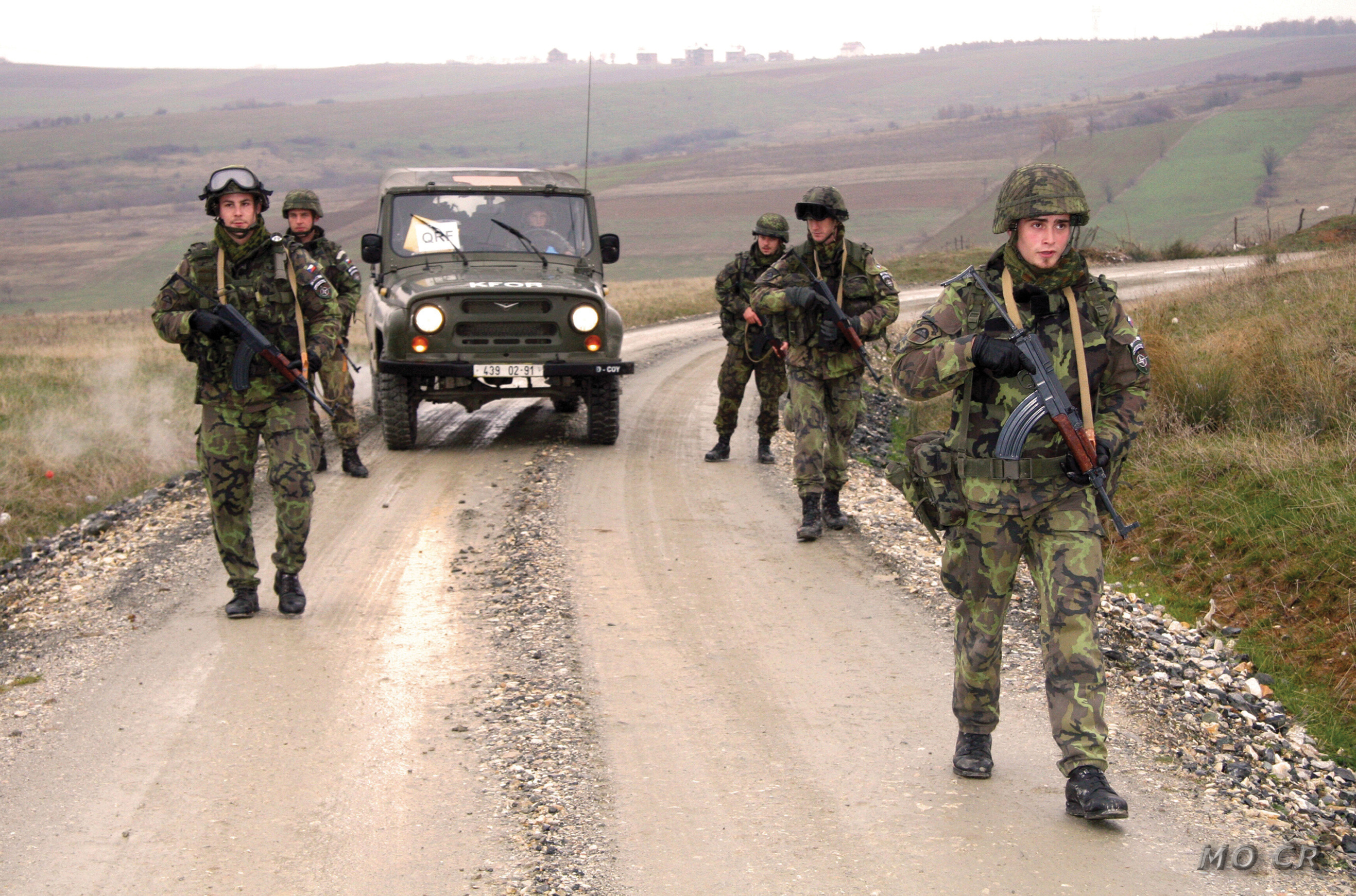
Binh sĩ Cộng hòa Séc với vz.58V ở Kosovo.

- vz. 58 P: Phiên bản chỉnh sửa nhỏ ở báng.
- vz. 58 V: Phiên bản báng gấp trang bị cho lính dù hoặc lính lái xe.
- vz. 58 Pi: Phiên bản trang bị thêm kính nhìn đêm NSP-2.
- Automatická puška ("Súng trường tự động") AP-Z 67: Phiên bản thử nghiệm với đạn 7,62×51mm NATO vào năm 1966.
- Útočná puška ("Súng trường tấn công") ÚP-Z 70: Phiên bản thử nghiệm với đạn 5,56×45mm NATO vào năm 1970.
- Experimentální zbraň ("Vũ khí thử nghiệm") EZ-B: Phiên bản bullpup (khóa nòng, hộp tiếp đạn sau cò) vào năm 1976.
- Ruční kulomet ("Súng máy hạng nhẹ (trung liên)") danh pháp KLEČ ("Cây thông núi"): Bản thử nghiệm với hộp đạn 590 mm (tương tự RPK), thử vào năm 1976.
- Lehká odstřelovačská puška ("Súng bắn tỉa") vz. 58/97: Phiên bản bắn tỉa phát triển bởi VTÚVM Slavičín.
- Samopal ("Súng tiểu liên cỡ nhỏ") vz. 58/98 "Bulldog": Phiên bản dùng đạn 9×19mm Parabellum phát triển bởi VTÚVM Slavičín.
- CZH 2003 Sport: Phiên bản bán tự động dùng cho thị trường dân sự. Sử dụng hộp đạn tiêu chuẩn (390 mm) hoặc loại ngắn hơn (295 mm). Sản xuất hạn chế cho thị trường dân sự ở Canada với chiều dài hộp đạn (490 mm).
- CZ 858 Tactical: Một phiên bản dùng cho thị trường dân sự ở Canada, sử dụng một số bộ phận của phiên bản quân sự khi dây chuyền sản xuất vz.58 quân sự ngừng sản xuất. Hộp đạn tiêu chuẩn (390 mm) phiên bản -4V, hoặc ngắn hơn (482 mm) ở phiên bản -2V.
- FSN Series: Một phiên bản bán tự động mới dành cho thị trường dân sự. Sử dụng hộp đạn tiêu chuẩn (FSN-01, 390 mm), có báng gấp hoặc không (FSN-01F và FSN-01W dùng báng gỗ và (cheek piece?)), hoặc hộp đạn ngắn hơn (279 mm). Các phiên bản đều dùng vật liệu bakelite thay gỗ.
- CSA vz. 58 Sporter: Phiên bản dùng đạn .222 Remington, .223 Remington (5,56 NATO), hoặc 7.62×39mm, là loại súng Cạc bin mới được sản xuất bởi Czech Small Arms. Gồm các biến thể như mẫu đủ (hộp đạn 190mm, báng gấp), mẫu cạc bin (hộp đạn 300 hoặc 310mm, báng gấp), và súng trường (hộp đạn 390 hoặc 410mm, dùng báng súng săn).
- Rimfire VZ 58
- Vz 2008: Phiên bản dùng hộp tiếp đạn kiểu Mỹ.

## Các quốc gia sử dụng
- Afghanistan[2]
- Angola[3]
- Biafra[4]
- Chile[cần dẫn nguồn]
- Cuba[2]
- Síp[2]
- Cộng hòa Séc: Súng trường tiêu chuẩn.[2][5][6] Dần thay thế bằng CZ-805 BREN.[7]
- Cộng hòa Dominica[cần dẫn nguồn]
- Eritrea[2]
- Ethiopia[2]
- Guatemala[3]
- Guinea[2]
- Ấn Độ[3]
- Indonesia[cần dẫn nguồn]
- Iraq[3]
- Libya[2]
- Mozambique[2]
- Slovakia:[2] Súng trường tiêu chuẩn.
- Somalia[2]
- Tanzania[2]
- Uganda[cần dẫn nguồn]
- Campuchia
- Lào
- Việt Nam[8]